# Girolamo Cardano
Girolamo Cardano (italià: Gerolamo Cardano)  (Pavia, 24 de setembre de 1501 - Roma, 21 de setembre de 1576), també anomenat Hieronimo Cardano o, en llatí, Hieronymus Cardanus, fou un famós matemàtic del Renaixement, metge, astròleg, jugador de jocs d'atzar i filòsof.

## Biografia
Cardano va néixer a Pavia, Itàlia, fill il·legítim d'un advocat amb talent per a les matemàtiques que fou amic de Leonardo Da Vinci. L'any 1520, va entrar a la universitat de Pavia i estudià medicina a Pàdua aconseguint excel·lents qualificacions. Finalment, va obtenir una considerable reputació com a metge a Sacco (prop de Pàdua) i els seus serveis varen ser altament valorats a les corts (va ser el metge del Papa i de l'arquebisbe escocès de Saint Andrews). Malgrat això, l'any 1539 fou acceptat pel Col·legi Mèdic de Milà, arribant al cim de la seva professió. Fou el primer a descriure la febre tifoide.
Avui és més conegut pels seus treballs d'àlgebra. L'any 1539 va publicar un llibre d'aritmètica Practica arithmetica et mensurandi singulares. Va publicar les solucions a les equacions de tercer i quart grau al seu llibre Ars magna datat el 1545. La seva solució a un cas particular d'equació cúbica {\displaystyle x^{3}+ax=b} (en notació moderna), li va ser comunicada per Niccolò Fontana (més conegut com a Tartaglia) al qual Cardano havia jurat no dir el secret de la resolució; malgrat això Cardano va considerar que el jurament ja no era vàlid en haver obtingut la informació d'altres fonts, motiu pel qual va polemitzar amb Tartaglia ulteriorment. En realitat el descobriment de la solució de les equacions cúbiques no es deu ni a Cardano ni a Tartaglia: (Scipione del Ferro havia reeixit una primera fórmula al voltant de 1515) i avui es reconeix l'honradesa de Cardano, que així ho va manifestar. L'equació de quart grau fou resolta per un alumne seu, anomenat Lodovico Ferrari. En la seva exposició, va posar de manifest el que avui es coneix com a nombre complex.
El seu llibre sobre atzar, Liber de ludo aleao, escrit en la dècada del 1560 però publicat pòstumament el 1663, constitueix el primer tractat seriós de probabilitat, agafant mètodes de certa efectivitat.
Va fer contribucions a la hidrodinàmica i va mantenir que el moviment perpetu és impossible exceptuant-ne el cossos celestes. Va publicar dues enciclopèdies de ciències naturals amb una àmplia varietat d'invencions, fets i coneixements que avui consideram màgics o supersticiosos. També va introduir la graella de Cardano, una eina criptogràfica, el 1550. A més, hom li atribueix un dispositiu que permet conservar l'horitzontalitat mitjançant dos eixos que giren en angle, dispositius que actualment s'usen en milions de vehicles, coneguts com a junta o suspensió de Cardan. Suspensió emprada en brúixoles i compassos giroscòpics dels vaixells. Aquest dispositiu fou descrit per Filó de Bizanci.

## El gran teorema: La resolució de l'equació cúbica
- En la seva Ars magna (1545) publicà la resolució de l'equació de tercer grau, equació ja resolta per Tartaglia. Aquesta famosa fórmula és deguda a Dal Ferro i Tartaglia i fou divulgada per Cardano l'any 1545. Donada una equació cúbica {\displaystyle x^{3}+rx^{2}+sx+t=0}, sempre es redueix a la forma {\displaystyle y^{3}+py+q=0} mitjançant el canvi {\displaystyle x=y-{r}/{3}}, on {\displaystyle p=s-{r^{2}}/{3}} i {\displaystyle q=s-{2r^{3}}/{27}-{sr}/{3}+t}. La solució es troba finalment reduint aquesta equació a una de quadràtica. Quan l'equació té tres solucions reals diferents, la solució de Cardano hi involucra el càlcul d'arrels cúbiques d'un nombre imaginari. François Viète va suggerir-ne una solució, en descobrir la seva relació amb el problema de la trisecció d'un angle.

- Fórmula que permet trobar la solució de l'equació de tercer grau {\displaystyle ax^{3}+bx^{2}+cx+d=0} per a coeficients a, b, c i d reals. La substitució de la incògnita x per la incògnita auxiliar {\displaystyle x=y-b/3a} converteix l'equació en una del tipus {\displaystyle y^{3}+py+q=0}, les arrels de la qual són obtingudes per la fórmula de Tartaglia, anomenada també fórmula de Cardano, a partir dels nous paràmetres {\displaystyle p,q}.

## Publicacions

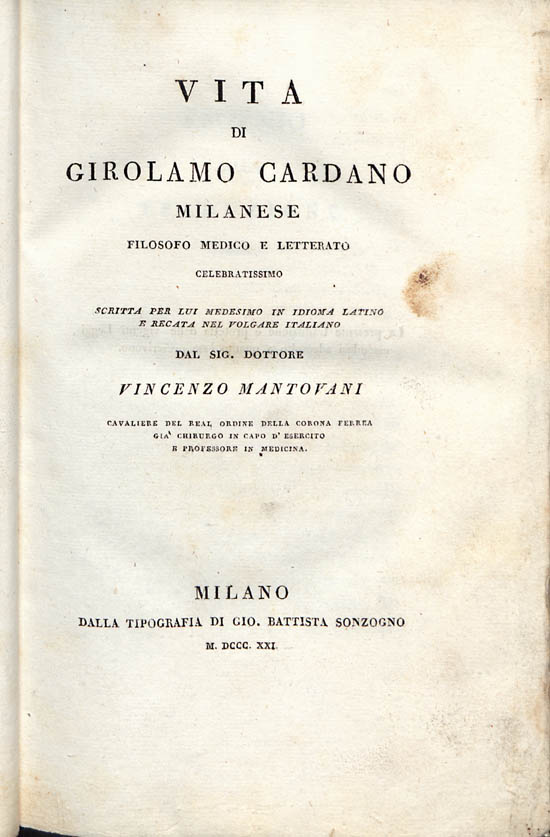
De propria vita, 1821

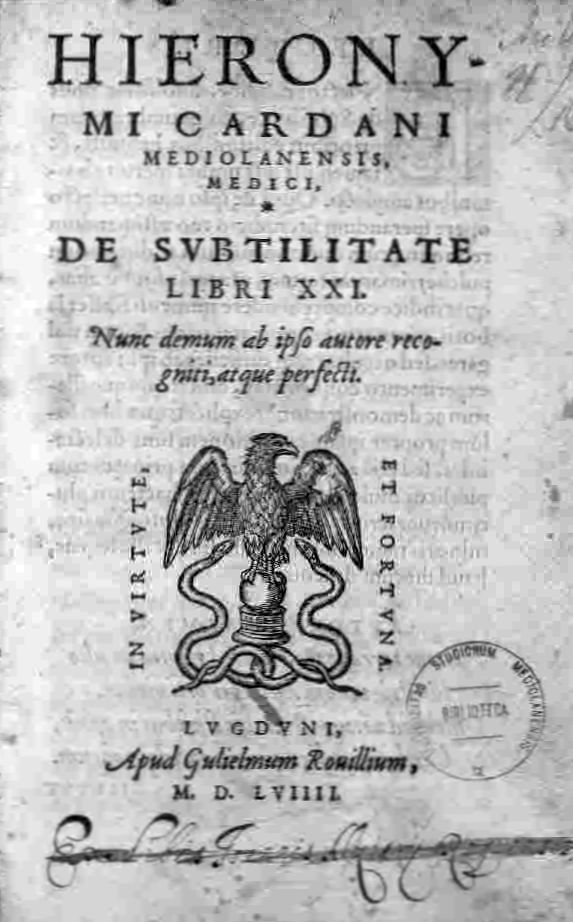
De subtilitate, 1559

- De malo recentiorum medicorum usu libellus,Venècia, 1536 (medicina).[6]
- Practica arithmetice et mensurandi singularis, Milà, 1539 (matemàtiques).[7]
- De consolatione, 1544 (filosofia).[8]
- De sapientia, Nuremberg, 1544 (filosofia).[9]
- Artis magnae, sive de regulis algebraicis (conegut com a Ars Magna), Nuremberg, 1545 (àlgebra).[10]
- De immortalitate animorum, Lió, 1545 (reeditat per José Manuel García Valverde, Milano: FrancoAngeli, 2006 ISBN 8846474465) (filosofia) Traducció al castellà per José Manuel García Valverde.[11]
- Liber somniorum, Basel, 1562 (traducció castellana "El llibre dels somnis", Madrid, Asociación Española de Psiquiatria, 1999).[12]
- Contradicentium medicorum, Venècia 1536 (medicina).[13]
- In Cl. Ptolemaei ... Quadripartitae Constructionis libros Commentaria,Basel, 1544 (astrologia).[14]
- De subtilitate rerum, Nuremberg, Johann Petreius, 1550 (enciclopèdia del saber).[15]
- De libris propriis, Leiden, 1557 (autobibliografía; traducció castellana "Els meus llibres", Madrid, Akal, 2002).[16]
- De varietate rerum, Basilea, Heinrich Petri, 1559 (enciclopèdia).[17]
  - En aquesta obra parla, amb admiració, de Jeroni Girava.[18]
- Opus novum de proportionibus numerorum, motuum, ponderum, sonorum, aliarumque rerum mensurandarum. Item de alia regula, Basel, 1570. (matemàtiques).[19]
- De propria vita, París, 1643 (autobiografia; traducció castellana: "La meva vida", Madrid, Alianza, 1991).[20]
- Liber de ludo aleae (probabilitat).[21]
- Metoposcopia, París, 1658 (fisiognòmica).[22]
- Theosonon, 1663 (filosofia).
- De utilitate ex adversis capienda.[23]